# 長吻海鮋
長吻海鮋，為輻鰭魚綱鮋形目鮋亞目鮋科的其中一種，為熱帶海水魚，分布於西大西洋美國佛羅里達東南部至哥倫比亞海域，棲息深度45-400公尺，體長可達46公分，棲息在硬底質底層水域，生活習性不明，可做為食用魚，具有毒性。

## 扩展阅读
維基物種上的相關：長吻海鮋